# Kromova narančasta
Kromova narančasta ili kromov narančasti pigment spada u kromne boje. Kromne boje su kromovi spojevi koji se koriste kao pigmenti, na primjer:
- kromoksidna zelena (Cr2O3),
- kromhidroksidna zelena ili viridian je hidratizirani kromov(III) oksid (emerod zelena ili smaragdno zelena),
- kromova žuta (olovni/II/ kromat),
- kromova narančasta i crvena (bazični olovni/II/ kromat),
- kromova zelena (smjesa olovnoga/II/ kromata i berlinskoga modrila).[1]

## Kromov narančasti pigment
Kromov narančasti pigment PbCrO4∙PbO proizvodi se, kao i kromovo žutilo, taloženjem iz otopine olovnog nitrata pomoću dikromata. Međutim, kemijska reakcija se provodi u lužnatom mediju jer o tome ovisi veličina čestica istaloženog pigmenta, a o njoj i boja. U lužnatoj otopini nastaju, naime, veće čestice, pa se boja pigmenta produbljuje od žute do narančaste i crvene. Osim toga, taloži se iz otopine zagrijane do vrelišta kako bi se dobio talog u kristalnom obliku. 
Kromov narančasti pigment zaostaje po svojoj važnosti za kromovim žutilom. Kao pigment za naliče lakova i boja nije osobito prikladan jer dispergiranjem može promijeniti svoj ton. Ističe se jedino postojanošću prema alkalijama, pa se upotrebljava kao pigment u bojama za građevne vapnene podloge.

## Kromatni pigmenti
Među obojene kromatne pigmente ubrajaju se olovni kromati (kromovo žutilo i kromov narančasti pigment), olovnokromatni molibdati (molibdatni crveni i narančasti pigment) i kromatni zeleni pigment (kromovo zelenilo i cinkovo zelenilo). Svi su ti spojevi opasni i štetni za zdravlje zbog kancerogenosti kromata, a i zbog toga što svi, osim cinkova zelenila, sadrže otrovne olovne spojeve. Stoga su propisi strogi za njihovu upotrebu, rukovanje i primjenu, a u mnogim je djelatnostima njihova upotreba vrlo ograničena. Tako se na primjer ne smiju upotrebljavati za bojenje proizvoda koji dolaze u dodir s hranom, dječjim igračkama i slično. 
Po svom kemijskom sastavu u skupinu kromatskih pigmenata mogu se ubrojiti i kromati nekih drugih metala (cinka, barija i stroncija) s pigmentnim svojstvima. Međutim, ti se pigmenti najčešće upotrebljavaju u zaštiti od korozije, pa se obično svrstavaju u specijalne pigmente.

### Oksidni pigmenti kroma
Oksidni pigmenti kroma ubrajaju se među najstarije anorganske boje. Od kromovih oksida kao pigmenti služe spojevi kroma(III): krom(III) oksid, Cr2O3 i njegov hidratizirani oblik Cr2O3∙2 H2O. Ti su pigmenti zelene boje; oksid je bez sjaja, ali se hidrat po briljantnosti svoje boje može usporediti s organskim zelenim pigmentima. Oksidni pigmenti kroma odlikuju se velikom tvrdoćom i otpornošću prema abraziji, inertnošću i postojanošću na svjetlu i prema djelovanju vode, kiselina, alkalija i drugih kemikalija. Krom(III) oksid postojan je i na visokim temperaturama (ireverzibilne promjene opažaju se tek na temperaturama višim od 1 000 °C), ali je hidratizirani oksid osjetljiv već na 100 °C.
Oksidni pigmenti kroma proizvode se redukcijom alkalijskih dikromata u čvrstoj ili tekućoj fazi. Redukcija u čvrstoj fazi provodi se na temperaturi oko 1 100 °C, a kao reducens sumpor je u prednosti pred ugljikom. Žareni se produkt zatim ispire, suši i melje. Za redukciju dikromata u otopini mogu se kao redukcijska sredstva upotrijebiti sumpor, tiosulfati i neki organski spojevi. 
Kromni oksidni pigmenti vrlo su cijenjeni zbog svojih izvanrednih svojstava. Među svim zelenim pigmentima najotporniji su prema agresivnim medijima, pa se upotrebljavaju za pripravu lakova i boja za ličenje betona i cementnih izrađevina, čeličnih konstrukcija, zatim u keramičkoj industriji, u proizvodnji gume i tako dalje.